# Phaedrotoma solanivorae
Phaedrotoma solanivorae är en stekelart som först beskrevs av Fischer 2005.  Phaedrotoma solanivorae ingår i släktet Phaedrotoma och familjen bracksteklar. Inga underarter finns listade i Catalogue of Life.